# Президентство Рональда Рейгана
Президентство Рональда Рейгана началось 20 января 1981 года, когда прошла его инаугурация как 40-го президента США, и закончилось 20 января 1989 года. Рональд Рейган стал президентом, с большим перевесом победив предыдущего президента, демократа Джимми Картера и независимого кандидата Джона Андерсона, в ходе предвыборной кампании 1980 года. 4 года спустя, на выборах 1984 года, он победил демократа Уолтера Мондейла и был избран на второй срок. Он покинул пост президента после второго срока и его преемником стал Джордж Г. У. Буш, который при Рейгане занимал пост вице-президента. Победа Рейгана в 1980 году объясняется общим правым креном всей американской политики, утратой веры в либерализм, программу Нового курса, программу Великого общества, и иные либеральные идеологии, которые доминировали в американской жизни с 1930-х годов.
В рейтинге американских президентов Рейган занимает позиции выше среднего. Он находится на 9-м месте по статистике C-SPAN 2017 года, что на уровень ниже Джона Кеннеди и на уровень выше Линдона Джонсона.

## Президентские выборы 1980 года

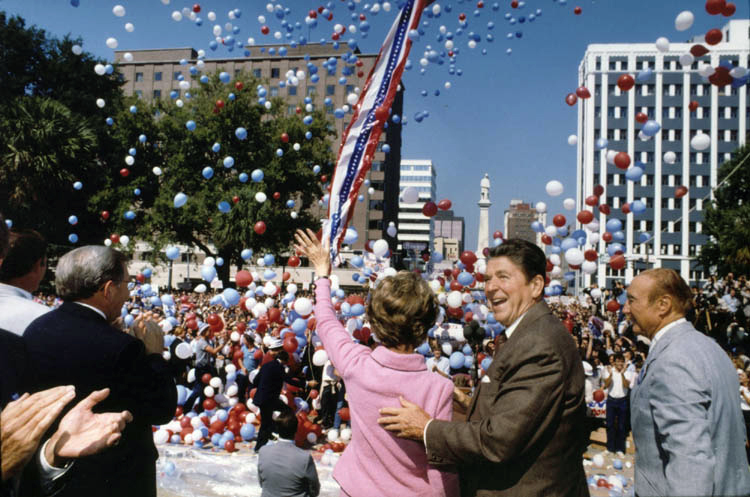
Рональд и Нэнси Рейган, сенатор Стром Тэрмонд (справа) во время кампании в Южной Каролине, 1980

Рейган бросил вызов действующему президенту Джимми Картеру. В ходе кампании соперники обсуждали внутреннюю обстановку в стране и захват американских заложников в Иране. Рейган подчёркивал свои фундаментальные принципы: снижение налогов для стимулирования экономики, сокращения влияния правительства на жизнь простых граждан, права штатов и сильная национальная оборона.
После получения мандата республиканской партии на президентские выборы Рейган выбрал одного из своих главных оппонентов — Джорджа Буша-старшего в качестве своего кандидата в вице-президенты. Появление на октябрьских телевизионных дебатах способствовало росту его кампании. В итоге Рейган одержал победу на выборах, победив в 44 штатах, собрав 489 голосов выборщиков. Картер победил в 6 штатах, собрав 49 голосов выборщиков. По общему числу голосов результат Рейгана составил 50,7 % против 41 % набранных Картером. (6,7 % набрал независимый кандидат либеральный республиканец Джон Б. Андерсон). Впервые с 1952 республиканцы смогли занять 34 дополнительных места в Сенате, но демократы всё равно остались в большинстве. На этих выборах о себе впервые заявил Рейгановский демократ.
«В результате президентских выборов к власти США пришли наиболее реакционные силы американского империализма во главе с Рейганом», — писали об этом в СССР.

## Президентство (1981—1989)

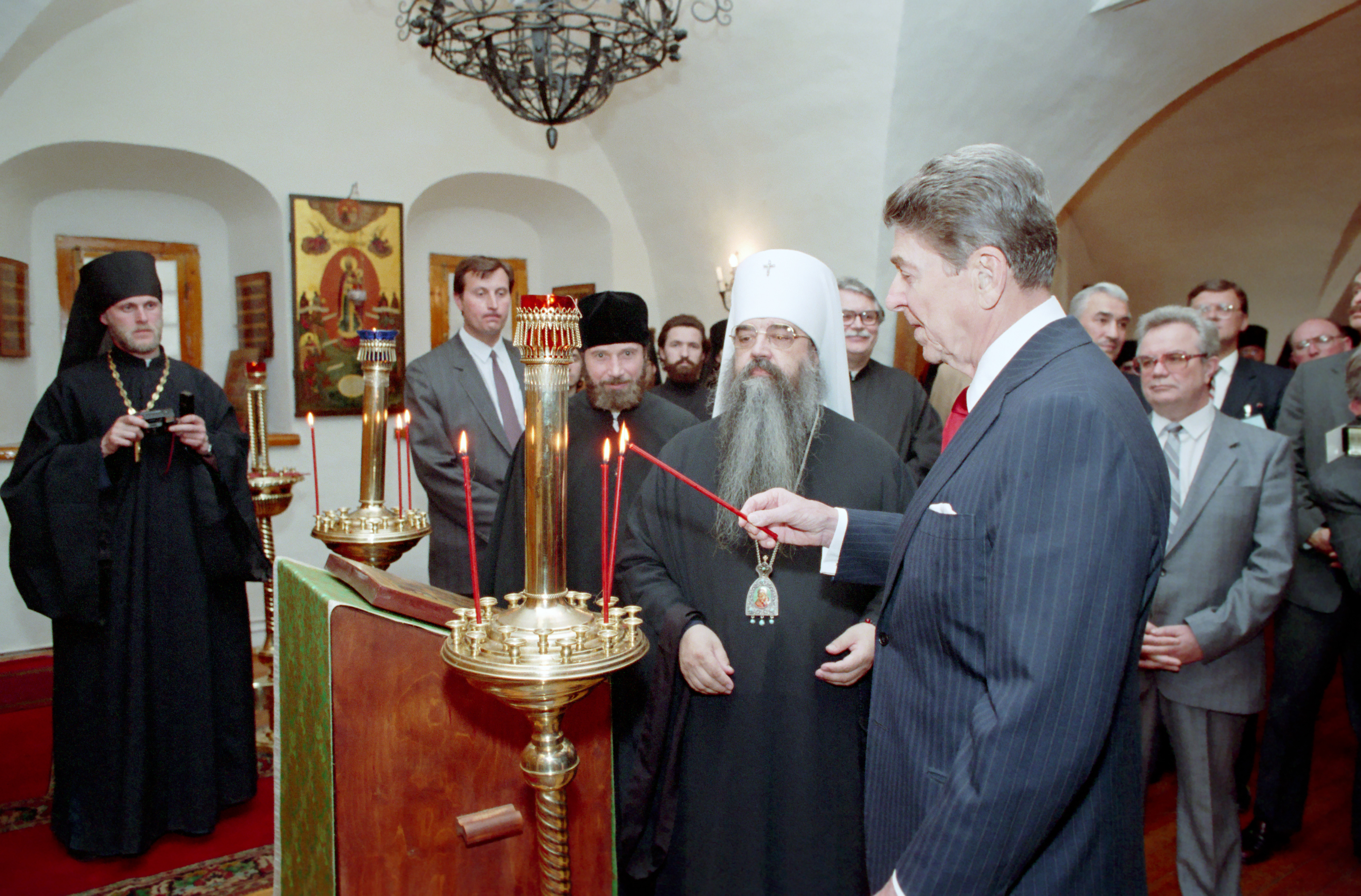
Посещение Данилова монастыря в Москве 30 мая 1988 г.

В ходе своего президентского правления, называемого революцией Рейгана, президент проводил политику, отражающую его личную веру в свободу личности. Он внёс большие изменения в экономическую, внутреннюю и внешнюю политику США, поднял моральный дух американцев, люди стали меньше полагаться на правительство. Рейган вёл дневники, в которых комментировал ежедневные события и свои взгляды на них. В 2007 его дневники были опубликованы в книге «Дневники Рейгана», ставшей бестселлером.
Государственная политика США приобрела при Рейгане жёстко антикоммунистический характер, соответствующий мировоззрению и политическим взглядам президента. Соответствующие политические и идеологические установки были чётко заявлены в предвыборных программах Республиканской партии, принятых при выдвижении кандидатуры Рейгана на выборах 1980 и 1984 годов. Партийная платформа 1980 года ставила задачу применить все невоенные средства, чтобы остановить наступление коммунизма. Партийная платформа 1984 года характеризовала противостояние марксистско-ленинским режимам как фундаментально мотивированное моральными принципами. Рейган не жалел денег на оборону: при нём бюджетные военные расходы США в 1987 году составили 282 миллиарда долларов (в последнем бюджете Дж. Картера на них было выделено только 160 миллиардов долларов).

### Экономика
В течение 8 лет президентства Рейгана уровень инфляции снизился с 12,5 % (1980 год) до 4,5 % (1988 год). Уровень безработицы также упал, с 7,5 % до 5,3 %, достигая максимумов в 9,7 % в 1982 и 9,6 % в 1983 годах, но всё же в среднем составил уровень в 7,5 %.
В своей экономической политике Рейган опирался на идею «экономики предложения» и взывал к классической либеральной философии и принципу невмешательства. Он пытался стимулировать экономику путём значительного и повсеместного снижения налогов, при этом он ссылался на вывод экономической теории Артура Лаффера (кривая Лаффера).
Рейган утверждал, что потенциальный рост экономики после сокращения налогов компенсирует потери доходов. Рейганомика стала предметом политических дискуссий, сторонники указывали на улучшение ключевых экономических показателей как доказательство успеха, критики ссылались на возросшие дефицит бюджета и национальный долг. Президентская политика «мир через укрепление» (также описывается как «твёрдая, но справедливая») породило рекордное для мирного времени увеличение (на 40 %) ассигнований на нужды обороны в период с 1981 по 1985.
В течение президентского срока Рейгана ставки федерального подоходного налога значительно снизились после подписания двухпартийного экономического акта о восстановлении налогов (1981). Верхний уровень налога снизился с 70 % до 28 %. Конгресс же напротив ежегодно с 1981 по 1987 поднимал некоторые налоги, чтобы продолжать финансирование таких программ как TEFRA, социальную безопасность и акт о сокращении дефицита бюджета. Невзирая на факт, что TEFRA была «наибольшим повышением налога в мирное время в американской истории», Рейган более известен как идеолог снижения и сокращения налогов. Действительный рост валового внутреннего продукта сильно увеличился после рецессии 1982 года и продолжал расти в ходе восьми лет пребывания Рейгана у власти, ежегодный уровень роста составил 3,85 %. Безработица в 1982 достигла уровня в 10,8 % — больше чем в любое время после Великой Депрессии и затем стала падать в ходе остальных лет его президентства. Вместе с падением инфляции было создано 18 миллионов новых рабочих мест. Чистое падение доходов правительства в ходе эры налоговых законов Рейгана составило 1 % согласно оценкам, проведённым министерством финансов первого после избрания президента январского бюджета. Тем не менее общая сумма, получаемая от сбора федерального подоходного налога, удвоилась в период с 1981 по 1989, с 309 до 549 миллиардов долларов.
В ходе президентства Рейгана федеральные доходы выросли до уровня 8,2 % (2,5 % ушло на возросшие запросы национальной безопасности) федеральные расходы выросли до уровня 7,1 %. Рейган также пересмотрел налоговый кодекс, приняв закон о реформе налогов 1986 года.
Политика Рейгана предполагала, что экономический рост начнётся, когда налоговые ставки снизятся достаточно для того, чтобы стимулировать инвестиции, что в дальнейшем приведёт к ускорению экономического роста, большей занятости и повышению заработной платы. Критики отмечали, что «просачивающаяся по швам экономика (trickle-down economics)» — убеждение, что налоговая политика, приносящая пользу богатым, породит эффект «просачивания по швам» для бедных (то есть поможет и бедным тоже). Поднимались вопросы, действительно ли политика Рейгана более поддерживает богатых, чем живущих в нужде, множество бедняков и представителей меньшинств смотрели на Рейгана как на безразличного к их усилиям. Такие взгляды усиливало тот факт, что рейганомика включала заморозку минимальной зарплаты на уровне 3,35 доллара за час, сократила федеральную помощь местным властям до 60 %, ограничила субсидирование бедных из бюджета, субсидии по статье 8-й (для частных фермеров) вдвое и упразднило программу «Community Development Block Grant».
В соответствии со своими взглядами на возможно меньшее вмешательство правительства Рейган урезал бюджеты невоенных программ, включая Медикейд, программу льготной покупки продуктов, федеральные образовательные программы и агентство EPA. В то время как президент защищал такие правовые программы, как социальное страхование и Медикэр, его администрация пыталась исключить многих инвалидов из списков социального страхования инвалидов.
Позиция администрации по отношению к сфере сбережения и кредитования стала одной из причин возникновения кризиса сберегательной и кредитной сферы (в 1980-х и 1990-х), хотя нет согласия по вопросу, была ли причина возникновения кризиса единичной. Чтобы покрыть снова разросшийся дефицит бюджета, США прибегли к займам в больших масштабах как внутри страны, так и за рубежом, национальный долг вырос с 997 млрд $ до 2,85 трлн $. Рейган описал новый долг как «наибольшее разочарование» своего президентства.
Рейган повторно назначил Пола Волкера на пост председателя Федеральной резервной системы и в 1987 назначил ему на замену монетариста Алана Гринспена. Рейган покончил с контролем цен на нефть внутри страны, который в начале 1970-х привёл к энергетическому кризису. Впоследствии цена на нефть упала, и в 1980-х не возникало дефицита топлива, как в 1970-х. Рейган выполнил обещание избирательной кампании — 1980, отменив в 1988 налог на непредвиденную прибыль, который в прошлом увеличил зависимость от иностранной нефти. Некоторые экономисты, такие как нобелевские лауреаты Милтон Фридман и Роберт Манделл, считают, что налоговая политика Рейгана взбодрила американскую экономику и внесла свой вклад в экономический бум 1990-х. Другие экономисты, такие как нобелевский лауреат Роберт Солоу, считают, что дефицит послужил главной причиной тому, что преемник Рейгана Джордж Буш-старший отрёкся от обещания, данного в ходе предвыборной кампании, и повысил налоги.

### Первый срок: 1981—1984

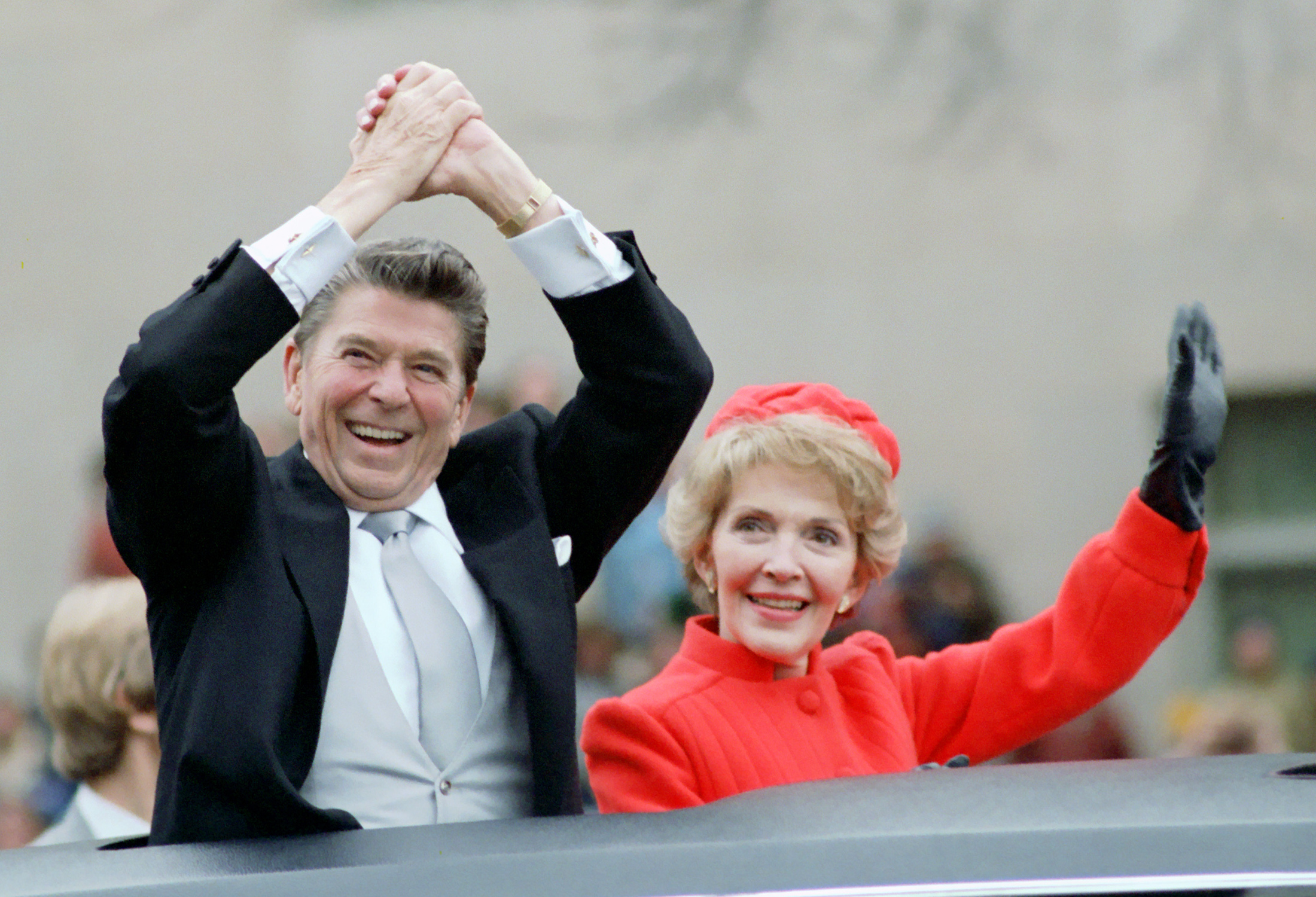
Чета Рейган в машине, едущей в Белый дом по Пенсильвания-авеню, после инаугурации президента

Рейган стал старейшим по возрасту президентом (ранее им был Уильям Генри Гаррисон), занявшим пост (этот рекорд был побит лишь через 36 лет Дональдом Трампом, вступившим в должность в 70 лет), и старейшим президентом в должности, сместив Дуайта Эйзенхауэра, который был президентом до 70 лет (рекорд Рейгана был побит через 32 года Джозефом Байденом, вступившим в должность в 78 лет). Свою первую инаугурационную речь 20 января 1981, текст которой он написал сам, он посвятил вопросам экономических неурядиц страны. «Во время кризиса правительство не решение, правительство — это и есть проблема». В то время как он произносил свою речь, 52 американских заложника в Иране были освобождены. В первый срок Рейган уделил особое внимание религиозным чувствам американцев. 1983 год был им объявлен «Годом Библии», а в начале 1984 года появились разъяснения для чиновников, что добровольная школьная молитва не противоречит Конституции США. Также в 1983 году вышло эссе Рейгана, в котором он осудил аборты. В 1984 году он подписал «Акт о защите детей», который увеличил штрафы за сексуальную эксплуатацию детей, а также закрепил понятие «несовершеннолетнего» как лица моложе 18 лет. Успешной была борьба Рейгана с преступностью, в результате чего за период 1980—1984 годов количество зарегистрированных преступлений сократилось на 10 %, в том числе количество убийств уменьшилось на 20 %.

#### Покушение на Рейгана
30 марта 1981 года, всего через два месяца после его вступления в должность, на президента Рейгана было совершено покушение. При выходе из гостиницы «Хилтон» в Вашингтоне, где Рейган выступал с речью, некий Джон Хинкли-младший вышел из толпы и за три секунды выпустил шесть пуль из револьвера, ранив трёх человек из окружения Рейгана. Сам президент получил ранение в лёгкое пулей, срикошетившей от бронированного стекла лимузина, и был немедленно доставлен в больницу, где его экстренно прооперировали. Несмотря на преклонный возраст, Рейган быстро оправился от инцидента и вскоре вернулся к выполнению своих обязанностей. Остальные трое раненых при покушении также выжили, но один из них, пресс-секретарь президента Джеймс Брейди, остался инвалидом.
Следствие установило, что Джон Хинкли лечился от психического расстройства и ранее преследовал президента Джимми Картера. Преступным мотивом Хинкли стала его патологическая одержимость актрисой Джоди Фостер (он был уверен, что, прославившись на всю страну, он сможет завоевать сердце актрисы). Преступника признали невиновным по причине умопомешательства и заключили в госпиталь Св. Елизаветы в Вашингтоне, где он находился до 27 июля 2016 года. Доктора признали, что он больше не представляет никакой опасности для себя и окружающих.

#### Забастовка авиадиспетчеров
3 августа 1981 года профессиональный союз диспетчеров объявил забастовку, нарушив тем самым закон о запрете забастовок правительственных профсоюзов. В этот же день Рейган созвал пресс-конференцию в Розовом саду Белого дома. Он описал ситуацию как чрезвычайную и заявил, что если авиадиспетчеры не выйдут на работу в течение 48 часов, то они будут уволены. Несмотря на предупреждения некоторых членов его кабинета о неблагоприятных политических последствиях такого шага, 5 августа Рейган уволил 11 345 бастовавших авиадиспетчеров, проигнорировавших его приказ вернуться к работе.
Согласно взгляду профессора Чарльза Кравера, специалиста по трудовому законодательству юридического университета Джорджа Вашингтона: «Таким образом Рейган показал американцам новую точку зрения и послал сигнал частным работодателям, что выступать против профсоюзов — хорошо».

#### Ливан
Американские миротворческие силы в Бейруте, действующие как часть многонациональных сил в Ливанской гражданской войне, развёрнутые президентом Рейганом, были атакованы 23 октября 1983 года. Атака на американские казармы смертником за рулём набитого взрывчаткой грузовика в Бейруте обернулась гибелью 241 американского служащего и ранениями более чем 60 человек. Через четыре дня Рейган послал команду из Белого дома, возглавляемую вице-президентом Джорджем Бушем. Рейган назвал атаку «презренной», обещал сохранить военное присутствие в Ливане и планировал атаковать казармы шейха Абдуллы в Баальбеке, где тренировались бойцы Хезболлы, но впоследствии миссия была отменена. 7 февраля 1984 президент Рейган приказал морским пехотинцам начать уход из Ливана. В апреле 1984 в своём обращении к 20 тысячам присутствующим на конвенции Джерри Фалвелла «Баптистский фундаментализм — 1984» в Вашингтоне он прочёл первый доклад об этой атаке, написанный военно-морским капелланом (Рабби) Арнольдом Резниковым, которого попросили об этом Буш и его команда. Усама бен Ладен позднее назвал вывод Рейганом войск из Ливана знаком американской слабости.

#### Вторжение на Гренаду
25 октября 1983 года Рейган приказал американским силам вторгнуться в Гренаду, операция получила кодовое название «Вспышка ярости». В 1979 году благодаря государственному перевороту к власти в Гренаде пришло независимое марксистско-ленинское правительство, примкнувшее к Движению неприсоединения. После ещё одного переворота, устроенного радикальными коммунистами в руководстве Гренады, формальное обращение от Организации Восточно-карибских государств к США привело к вторжению американских сил. Президент Рейган ссылался на угрозу, представляемую советско-кубинским военным строительством на Карибском море, и заботой о безопасности нескольких сотен американских студентов-медиков университета св. Георгия как на адекватные причины для интервенции. Операция «Вспышка ярости» стала первой крупной военной операцией, проведённой американскими силами после Вьетнамской войны. Несколько дней боёв привели к американской победе, 19 американцев погибло, 116 солдат получили ранения. В середине декабря, после того как новое правительство было назначено генерал-губернатором, американские силы ушли из Гренады.

#### Обострение холодной войны
Рейган обострил холодную войну, ускорив отход от политики разрядки, начавшийся с 1979 после ввода советских войск в Афганистан. Рейган предопределил массированное строительство вооружённых сил США и применил новый курс по отношению к СССР, оживив программу бомбардировщика B-1, отменённую администрацией Картера, и производство ракеты MX «Peacekeeper».

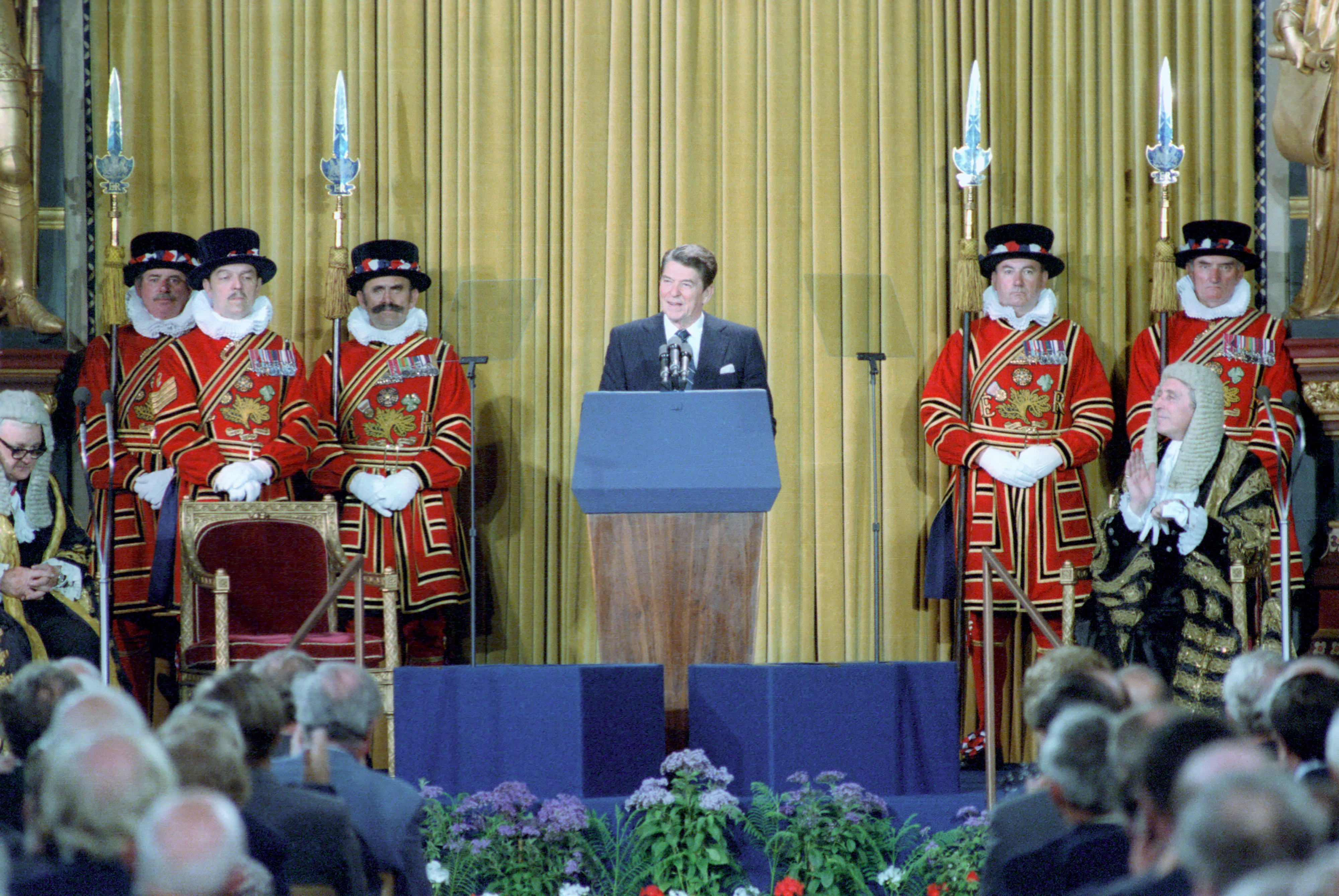
Рейган, первый американский президент, выступивший перед британским парламентом 8 июня 1982 года, предсказывает, что «марксизм-ленинизм окажется выброшенным на свалку истории»

В 1982 году он принял участие в программе «Чтобы Польша была Польшей», чтобы выразить поддержку «Солидарности». Был инициатором создания в 1983 году Национального фонда демократии — неправительственной организации, цель которой — «поощрять стремление народов к демократии».
В знаменитом обращении от 8 июня 1982 года к британскому парламенту в королевской галерее Вестминстерского дворца Рейган заявил: «марш к свободе и к демократии оставит марксизм-ленинизм на свалке истории», обосновав свой вывод логикой Маркса:

В ироническом смысле Карл Маркс был прав. Мы сегодня являемся свидетелями гигантского революционного кризиса, кризиса, где требования экономического порядка находятся в прямом противоречии с требованиями политического порядка. Однако кризис этот происходит не на свободном, немарксистском Западе, а дома у марксизма-ленинизма, в Советском Союзе…
Сверхцентрализованная, обладающая ничтожными стимулами или вовсе ими не обладающая, советская система направляет большую часть самых ценных своих ресурсов на изготовление орудий разрушения. Постоянное падение показателей экономического роста наряду с ростом военного производства налагают тяжкое бремя на советский народ.
То, что мы видим, представляет собой политическую надстройку, более не соответствующую экономическому базису, общество, где производительные силы наталкиваются на препятствия со стороны сил политических.
8 марта 1983 года он предсказал, что коммунизм впадёт в коллапс, заявляя: «Коммунизм — это другая печаль, странная глава в человеческой истории, последние страницы этой главы прочитываются уже сейчас». В речи, обращённой к национальной ассоциации евангелистов от 8 марта 1983 года, Рейган назвал Советский Союз «империей зла».
23 марта 1983 года Рейган объявил Стратегическую оборонную инициативу (СОИ), проект обороны по использованию базирующихся на земле и в космосе систем для защиты США от атаки стратегическими ядерными баллистическими ракетами. Рейган полагал, что оборонный щит сможет сделать ядерную войну невозможной, но неверие в то, что эта технология окажется работоспособной, привело к тому, что оппоненты обозвали проект «Звёздными войнами» и приводили доводы, что цель данной технологии была недостижимой. Советы рассматривали возможные эффекты СОИ, советский лидер Андропов заявил, что это «поставило под угрозу весь мир». По этим причинам Дэвид Герден, бывший помощник Рональда Рейгана, полагает, что в ретроспективе СОИ ускорили окончание холодной войны.
1 сентября советская авиация сбила самолёт рейса Korean Air Lines Flight 007 у острова Монерон. На борту самолёта находилось 269 пассажиров, включая конгрессмена от Джорджии Ларри Макдональда. Рейган отозвался о событии как о «резне» и объявил, что Советский Союз повернулся «против мира и моральных заповедей, повсюду управляющих взаимоотношениями между людьми». Администрация Рейгана ответила на инцидент приостановлением деятельности всех советских пассажирских аэрослужб в США и разорвала несколько финансовых соглашений, обсуждаемых с Советами, что причинило СССР финансовый ущерб. Как результат инцидента и погрешностей в работе навигационной системы Боинга, что являлось возможной причиной его уклонения от курса, Рейган объявил 16 сентября 1983 года, что глобальная система позиционирования «Навстар» (GPS) будет доступна для гражданского использования, бесплатна и будет приведена в порядок, чтобы предотвращать подобные навигационные ошибки в будущем.
Согласно политике, известной как доктрина Рейгана, президент и его администрация также оказывали открытую и тайную помощь антикоммунистическим движениям сопротивления, чтобы свергнуть поддерживаемые СССР правительства в Африке, Азии и Латинской Америке. В частности, Рейган организовал помощь силам моджахедов в борьбе против Советской армии. Программа Рейгана по тайной поддержке моджахедов внесла свою роль в окончание советского военного присутствия в Афганистане. Также США поддерживали силы Контрас, которые вели гражданскую войну против правительства Даниэля Ортеги в Никарагуа.
В качестве перерыва в политике Картера по вооружению Тайваня согласно акту отношений с Тайванем Рейган согласился с коммунистическим правительством Китая уменьшить продажу оружия Тайваню.
Критики отмечали, что внешняя политика Рейгана была агрессивной, империалистической и упрекали её в «поджигании войны». Политику Рейгана поддерживали американские консервативные силы, которые приводили доводы, что это было необходимо для защиты интересов безопасности США.

### Президентская кампания — 1984
Рейган был номинирован как кандидат от республиканской партии в Далласе, Техас на волне положительных чувств электората. Он объявил, что это было «новым утром в Америке», в связи с подъёмом экономики и доминированием американских атлетов на летней Олимпиаде-1984 в Лос-Анджелесе. Он стал первым американским президентом, открывшим игры, проведённые в США.
Оппонентом Рейгана на президентских выборах — 1984 стал бывший вице-президент (в администрации Джимми Картера) Уолтер Мондейл. На первых президентских дебатах поднимались вопросы о возрасте Рейгана и его способности находиться на посту президента в следующий срок. Забывчивость, проявленная Рейганом, ужаснула его сторонников, знавших президента как остроумного человека. Позднее было сказано, что это дали о себе знать ранние симптомы болезни Альцгеймера. Рейган отыгрался на вторых дебатах, ответив на вопросы о своём возрасте такой колкостью: «Я не ставил возраст вопросом этой кампании. Я не собираюсь использовать в политических целях юность и неопытность моего оппонента», что породило общий смех и аплодисменты.
В ноябре 1984 Рейган был переизбран, победив в 49 из 50 штатов. Мондейл победил только в своей родной Миннесоте (3800 голосов) и округе Колумбия. Рейган сделал исторический рекорд, достигнув 525 голосов выборщиков, такого количества ещё не получал ни один кандидат в президенты США. Всего за Рейгана проголосовало 58,77 % избирателей, за Мондейла 40,56 %.

### Второй срок: 1985—1989
Рейган принёс присягу на второй срок 20 января 1985 года на частной церемонии в Белом доме. Так как 20 января пришлось на воскресенье, инаугурация не отмечалась публично, празднование имело место на следующий день, 21 января в ротонде Капитолия. День 21 января стал одним из самых холодных дней за всю историю метеонаблюдений в округе Колумбия, в связи с непогодой празднование по случаю инаугурации перенесли внутрь здания Капитолия.
Летом 1982 года некоторые консервативные активисты, включая Говарда Филипса из организации The Conservative Caucus и Клаймер Райт из Хьюстона, Техас побуждали Рейгана сместить главу президентской администрации Джеймса Бейкера (тоже родом из Хьюстона) на основании того, что Бейкер, будучи близким другом Джорджа Буша-старшего, саботировал консервативные инициативы в администрации. Рейган отклонил просьбу Райта и Филипса о смещении. В 1985 году по просьбе Бейкера назначил его на должность министра финансов. На пост главы администрации был назначен Дональд Риган, бывший до этого министром финансов. Рейган объявил выговор Райту и Филипсу за «кампанию саботажа», направленную против Бейкера.
Взрыв космического челнока «Челленджер» 28 января 1986 года стал одним из важных событий президентства Рейгана. Все семь астронавтов, бывших на борту, погибли. В ночь катастрофы Рейган произнёс речь, написанную Пегги Нунан, в которой он процитировал начальные и конечные строки поэмы Джона Маги «Высокий полёт».

Будущее не принадлежит малодушным, оно принадлежит храбрым. Мы никогда не забудем их, какими мы видели их в последний раз этим утром, когда они готовились к путешествию и махали руками на прощанье и выскользнули из мрачных оков Земли, чтобы дотронуться до Божьего лика.
Оригинальный текст (англ.)
The future doesn't belong to the fainthearted; it belongs to the brave... We will never forget them, nor the last time we saw them, this morning, as they prepared for their journey and waved goodbye and 'slipped the surly bonds of Earth' to 'touch the face of God
— Обращение к нации

#### Война с наркотиками
В ходе своего второго срока Рейган провозгласил более жёсткую политику в войне с наркотиками. Он заявил, что «наркотики угрожают нашему обществу» и обещал бороться со школами и учреждениями, где наркотики свободно распространяются, расширить сферу лечения от наркотиков, усилить правоохранительные органы, активизировать борьбу с наркомафией, увеличить общественную агитационную работу.
В 1986 году Рейган подписал билль об учреждениях по борьбе с наркотиками, согласно которому бюджет войны с наркотиками составил 1,7 млрд долларов и определил максимальные наказания за преступления, связанные с наркотиками. Билль критиковался за способствование значительному расовому неравенству среди заключённых в тюрьмах, критики также указывали на то, что такая политика делает мало для сокращения доступности покупки наркотиков на улицах и в то же время порождает значительное финансовое бремя для Америки. Защитники инициативы президента по борьбе с наркотиками отметили успех в снижении потребления наркотиков среди молодёжи. Первая леди Нэнси Рейган сделала войну с наркотиками своим главным приоритетом, основав агитационную кампанию против наркотиков Просто скажи «нет», направленную на то, чтобы отвратить детей и подростков от рекреационного употребления наркотиков, предлагая различные пути, чтобы сказать «нет». Миссис Рейган посетила 65 городов в 33 штатах, поднимая волну агитации против опасности наркотиков и алкоголя.

#### Ответ на эпидемию СПИДа
Администрация Рейгана в значительной степени игнорировала кризис с эпидемией СПИДа, которая начала разворачиваться в Соединённых Штатах в 1981 году, когда Рейган вступил в должность. Исследования СПИДа были хронически недофинансированы во время работы администрации Рейгана, и запросы врачей Центров по контролю и профилактике заболеваний на дополнительное финансирование получали рутинные отказы. К концу первых 12 месяцев после эпидемии, когда более 1000 человек умерли от СПИДа в США, Центры по контролю и профилактике заболеваний провели исследования СПИДа менее чем на один миллион долларов США. В отличие от СПИДа, финансирование Центров по контролю и профилактике заболеваний для борьбы по прекращению болезни легионеров после вспышки в 1976 году было вполне достаточным; Центры по контролю и профилактике заболеваний потратили 9 миллионов долларов США в борьбе с болезнью легионеров, хотя её вспышка вызвала менее 50 смертных случаев.
К моменту, когда президент Рейган выступил с первой речью об эпидемии, примерно через шесть лет после его президентства, 36 058 американцев был поставлен диагноз СПИД и 20 849 умерли от него. К концу 1989 году, когда Рейган покинул свой пост, 115 786 человек был диагностирован СПИД в Соединённых Штатах и более 70 000 из них умерли от него. Было высказано предположение, что умерших тогда и в последующие десятилетия было бы гораздо меньше, если бы администрация Рейгана была так же решительна в борьбе со СПИДом, как администрация Джеральда Форда в борьбе с болезнью легионеров.

#### Бомбардировки Ливии
Отношения между Ливией и США в ходе президентства Рональда Рейгана были постоянно напряжёнными, начиная с инцидента в заливе Сидра в 1981. Напряжение вновь возросло в начале апреля 1986 после взрыва бомбы на берлинской дискотеке, что повлекло за собой гибель двух и ранения 63 американских военных. Заявив, что существовали «неопровержимые доказательства», того, что террористические акты были совершены по приказу ливийского руководства, Рейган разрешил использование силы против Ливии. Поздним вечером 15 апреля 1986 американские вооружённые силы предприняли серию авианалётов против наземных объектов в Ливии. Атака была направлена на то, чтобы лишить ливийского лидера Муамара Каддафи способности экспортировать терроризм, дать ему «урок и причины сменить своё преступное поведение». Президент обратился к нации из Овального кабинета после начала авианалётов, заявив: «Пока я нахожусь на своём посту, мы будем по всему миру отвечать на атаки и плохое обращение с американскими гражданами, совершённые по прямым указаниям враждебных режимов».

#### Закон о реформе и контроле за иммиграцией в США
Рейган подписал акт о реформе и контроле над иммиграцией. Акт сделал незаконным наём на работу нелегальных иммигрантов и потребовал от работодателей проверять иммиграционный статус устраивающихся на работу, даровал амнистию примерно трём миллионам нелегальных иммигрантов, которые въехали в США до 1 января 1982 года и постоянно проживали в стране. Критики утверждали, что санкции против работодателей были безумными и попытка приостановить нелегальную иммиграцию закончилась провалом.
В ходе церемонии подписания Акта, проведённой после недавно отреставрированной Статуи Свободы Рейган заявил:

 Условия легализации в этом акте ведут к улучшению жизни индивидуалов, которые сейчас должны прятаться в тени, не имея доступа ко многим преимуществам свободы и открытого общества. Очень скоро многие из этих мужчин и женщин смогут шагнуть на свет солнца и, если они захотят, то станут американцами.

#### Дело «Иран — контрас»

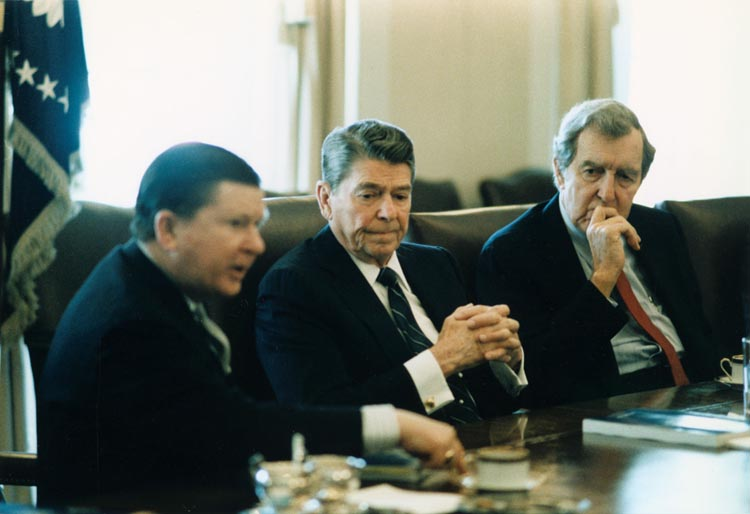
Президент Рейган принимает доклад комиссии Тауэра в Кабинетной комнате Белого Дома, 1987

В 1986 году администрацию президента потряс скандал, причиной которого стали тайные продажи оружия в Иран с целью финансовой поддержки партизан-контрас в Никарагуа, что было специально запрещено актом Конгресса. Дело «Иран — контрас» стало самым большим политическим скандалом в США в 1980-е годы. Международный суд ООН (его юрисдикция в этом деле оспаривается) постановил, что США нарушили международные законы в Никарагуа и свои обязательства не вмешиваться в дела других государств.
Президент Рейган открыто проигнорировал суть скандала. Он назначил двух республиканцев и одного демократа (Джон Тауэр, Брент Скоукрофт и Эдмунд Маски) в комиссию, известную как «комиссия Тауэра», чтобы расследовать обстоятельства дела. Комиссия не нашла прямых доказательств того, что Рейган до этого знал о программе, но сильно раскритиковала его за отсутствие внимания к управлению своим штабом, что создало возможность диверсии с фондами. Отдельный доклад Конгресса заключил, что «Если президент и не знал, что делают его советники по национальной безопасности, то он должен был знать». Меньше чем за неделю популярность Рейгана снизилась с 67 до 46 процентов, это самое большое и быстрое снижение популярности для президента США. Скандал привёл к обвинению 14 членов штаба президента и к 11 осуждениям.
Многие жители Центральной Америки упрекали Рейгана за его поддержку контрас, называя его фанатичным антикоммунистом, слепым к нарушениям прав человека, в то время как остальные говорили, что он «спас Центральную Америку». Сандинист Даниэль Ортега, президент Никарагуа, сказал, что надеется, что Бог простит Рейгана за его «грязную войну против Никарагуа». В 1986 году США были признаны виновными международным судом ООН в военных преступлениях, совершённых против Никарагуа.

#### Завершение Холодной войны

Рональд Рейган произносит речь у Бранденбургских ворот Берлинской стены, обращаясь к Михаилу Горбачёву: «Снесите эту стену!»

После военного строительства президента Рейгана Советский Союз не предпринимал собственного масштабного военного строительства. Военные расходы вкупе с неэффективным планированием были тяжким бременем для советской экономики. В то же время администрация Рейгана побудила Саудовскую Аравию увеличить добычу нефти, что привело к снижению цен на нефть в 1985—1986 годах на две трети. Нефть была главным источником экспортных доходов для СССР. Эти факторы обусловили погружение экономики СССР в стагнацию в ходе правления Горбачёва.
Рейган признал перемену советского курса при Горбачёве и поменял направление дипломатии, с намерением побудить советского лидера прийти к прочным соглашениям о вооружениях. Личной целью Рейгана стало достижение «мира, свободного от ядерных вооружений», которые он рассматривал как «полностью иррациональные, полностью бесчеловечные, ни на что не годные кроме убийства, возможно разрушительные для жизни на Земле и для цивилизации». Рейган смог начать переговоры о ядерном разоружении с генеральным секретарём Горбачёвым. Между 1985 и 1988 годами Горбачёв и Рейган провели четыре совещания: первое в Женеве (Швейцария), второе в Рейкьявике (Исландия), третье в Вашингтоне и четвёртое в Москве. Рейган полагал, что если он сможет побудить Советы позволить больше демократии и свободы слова, то это приведёт к реформам и к концу коммунизма.

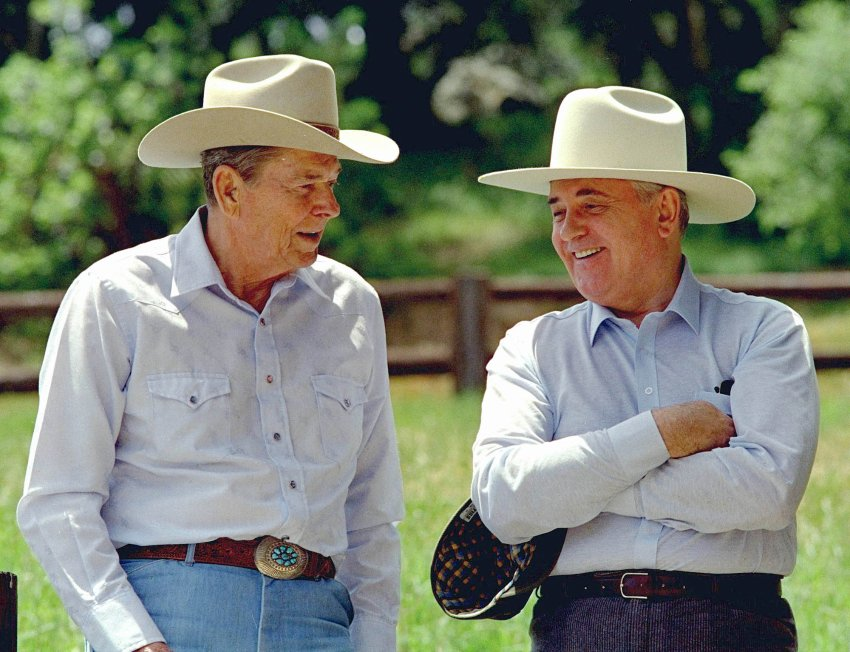
Р. Рейган и М. Горбачёв отдыхают на ранчо Рейганов в Калифорнии, 1992 год

Выступая с речью у Берлинской стены 12 июня 1987, Рейган призвал Горбачёва пойти дальше, заявив:

 Генеральный секретарь Горбачёв, если вы ищете мира, если вы добиваетесь процветания для Советского Союза и для Восточной Европы, если вы стремитесь к либерализации, приходите сюда, к этим воротам. Господин Горбачёв, откройте эти ворота! Господин Горбачёв, снесите эту стену!
Перед своим визитом в Вашингтон, где должны были состояться третьи по счёту переговоры на высшем уровне, советский лидер заявил о намерении добиться значительного соглашения по вооружениям. Срок заявления привёл западных дипломатов к утверждениям, что Горбачёв пойдёт на большие уступки перед США по уровням обычных вооружённых сил, ядерного вооружения и политики в Восточной Европе. В Белом доме Горбачёв и Рейган подписали Договор о ликвидации ракет средней и меньшей дальности, согласно которому уничтожался целый класс ядерных вооружений.

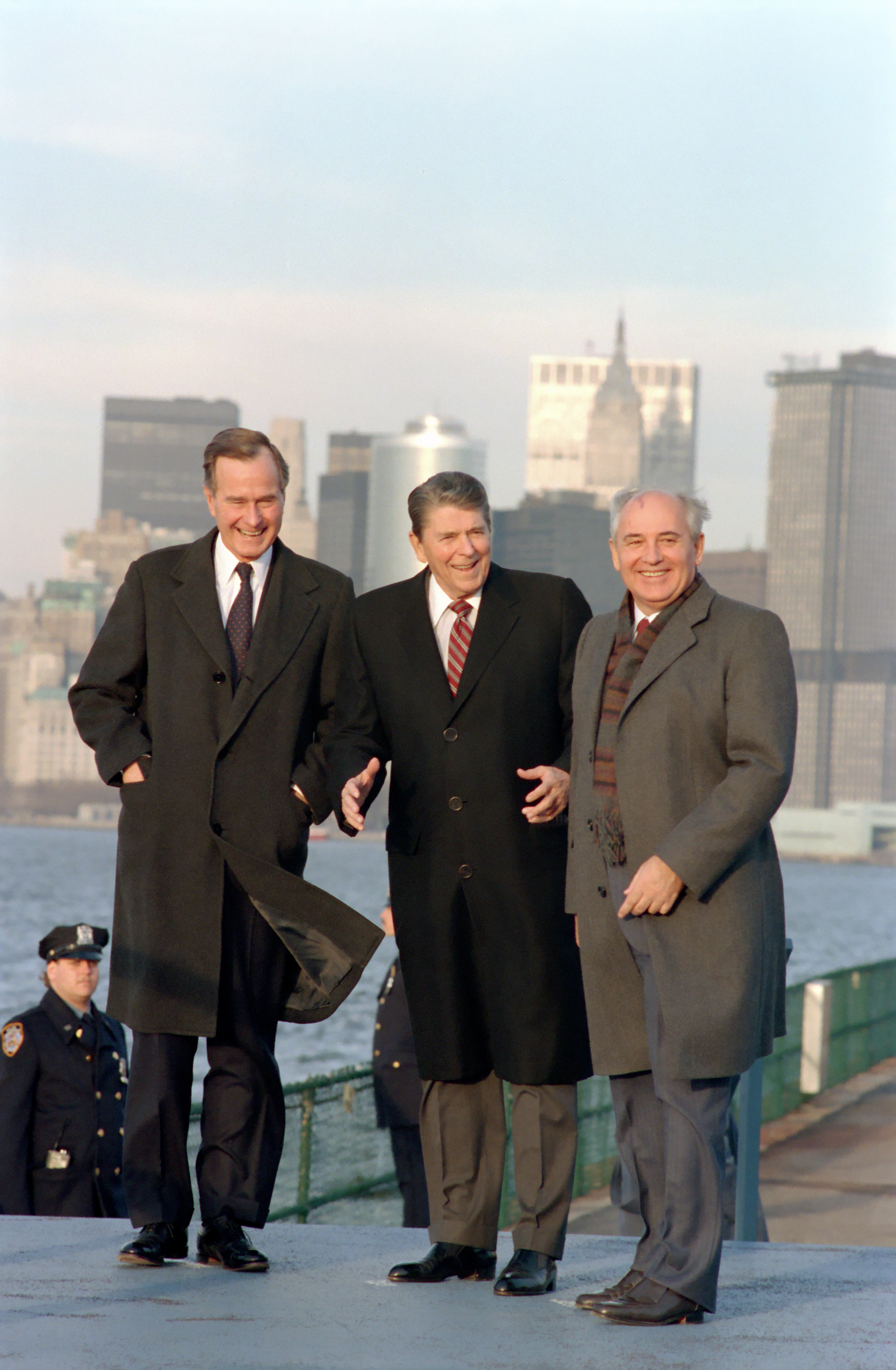
Михаил Горбачёв, Рональд Рейган (в центре) и Джордж Буш (слева) в США, декабрь 1988 года

Лидеры двух стран заложили основу для договора об ограничении стратегических наступательных вооружений или СНВ-I. Рейган настаивал на смене названия договора: не договор об ограничении стратегических наступательных вооружений, а договор о сокращении стратегических наступательных вооружений.
Подписание в декабре 1987 года Договора о ракетах средней и меньшей дальности стало поворотным пунктом в отношениях СССР и США. Холодная война ещё продолжалась, однако накал противостояния резко спал, конфронтационная риторика начала сменяться партнёрской. В начале лета 1988 года Рейган посетил Москву для участия в четвёртых по счёту переговорах на высшем уровне. На вопрос журналиста, продолжает ли Рейган рассматривать Советский Союз как империю зла, был дан ответ: «Нет. Я говорил о другом времени, другой эре». По просьбе Горбачёва Рейган выступил с речью о свободных рынках в МГУ, президент также посетил восстанавливающийся Свято-Данилов монастырь. В своей автобиографии Американская жизнь Рейган заявил о своих тёплых чувствах к Горбачёву.
Окончание холодной войны было провозглашено 3 декабря 1989 года на встрече преемника Рейгана Дж. Буша-старшего и Горбачёва на Мальте, а юридически оформлено 21 ноября 1990 года на саммите в Париже, где была подписана Хартия для новой Европы. Год спустя Советский Союз перестал существовать.
Несмотря на то, что существенные геополитические изменения, ознаменовавшие конец Холодной войны, произошли уже в годы президентства Дж. Буша-старшего, заслугу Р. Рейгана, заложившего прочную основу для прекращения конфронтации, трудно отрицать.
Вместе с тем, по мнению профессора С. М. Меньшикова, особая заслуга Рейгана в окончании холодной войны — немалое преувеличение, в действительности «крупных сдвигов в отношениях тогда не было, и более серьёзный прогресс в области ракетно-ядерного оружия произошёл лишь при Джордже Буше-старшем, то есть начиная с 1989 года».

### Состояние здоровья
Первые серьёзные проблемы со здоровьем начались у Рейгана после 30 марта 1981 года. В тот день он был ранен психически больным Джоном Хинкли у отеля «Хилтон». Пуля задела левое лёгкое, но президент довольно быстро вернулся в норму, поразив врачей скоростью выздоровления. Тем не менее, позже Рейган неоднократно признавался, что рана периодически напоминает о себе «парализующей болью».
Двумя годами позже Рейган стал глохнуть на правое ухо, врачи связывали его состояние с тем, что когда-то, во времена актёрской карьеры, на съёмочной площадке слишком близко с правым ухом был произведён выстрел из револьвера. Снижение слуха постоянно прогрессировало, и президент был вынужден пользоваться сделанным специально для него слуховым аппаратом стоимостью в 1000 долларов. Тогда же получила широкую президентскую поддержку национальная программа по проблемам потери слуха. Его решение в 1983 году выйти на публику, не скрывая свой аппарат, подняло волну их продаж.
13 июля 1985 года в военно-морском госпитале в Бетесде Рейган подвергся операции по удалению полипов из прямой кишки, один из которых оказался злокачественным. На восемь часов он передал президентские полномочия вице-президенту, следуя ходу простой процедуры, указанной в 25-й поправке, вызова которой он намеренно постарался избежать. Операция продолжалась три часа и прошла успешно. В тот же день Рейган принял полномочия обратно. В августе того же года ему была сделана операция по удалению раковой опухоли из носа. В октябре в носу была обнаружена и удалена ещё одна раковая опухоль.
В январе 1987 года Рейган был прооперирован в связи с увеличением простаты, что породило волнения о его здоровье. Не было обнаружено ракового процесса, и в ходе операции он не подвергался воздействию седативных средств. В июле того же года, когда Рональду было 76 лет, из его носа была удалена третья раковая опухоль.
После того как в 1989 году Рейган фактически передал власть своему преемнику, Джорджу Бушу-старшему, проблемы со здоровьем посыпались одна за одной, последовали хирургические операции по поводу спаечной болезни, которая развилась после удаления полипов толстой кишки, затем нейрохирургическая операция на головном мозге, направленная на устранение последствий черепно-мозговой травмы (Рейган упал с лошади во время отпуска в Мексике). Тогда же в госпитале Святой Марии в Рочестере (штат Миннесота) его навестил будущий президент Российской Федерации Борис Ельцин.
В 1990 году последовала очередная операция по поводу рубцово-спаечного процесса в кишечнике, а в 1995 с шеи бывшего президента была удалена злокачественная опухоль, снова оказавшаяся базальной карциномой.
В 2001 году Рейган был госпитализирован с переломом бедра после неудачного падения у себя дома и прошёл длительный курс лечения, включая сложное оперативное вмешательство.

### Назначения в Верховные суды
В ходе предвыборной кампании в 1980-м Рейган обещал, что если ему дадут возможность, то он впервые назначит женщину в Верховный суд. Возможность появилась в первый же год его пребывания на посту, Рейган представил кандидатуру Сандры Дэй О’Коннор на место ушедшего на пенсию судьи Поттера Стюарта.
В ходе второго срока Рейган назначил Уильяма Ренквиста на пост председателя Верховного суда (освободившийся после ухода в отставку главного судьи Уоррена Бергера) на освободившееся место Ренквиста президент назначил Антонина Скалию. В 1987 Рейган выдвинул кандидатуру консерватора Роберта Борка в Верховный суд, но этому яро воспротивился сенатор-демократ от штата Массачусетс Эдвард Кеннеди, последовала обширная дискуссия. Кандидатура Борка была отвергнута 58 голосами против 42. Затем Рейган выдвинул кандидатуру Дугласа Гинзбурга в Верховный суд, но тот снял свою кандидатуру после того как стало известно, что он употреблял марихуану. На его место в итоге был выдвинут Энтони Кеннеди.
Всего за время президентства Рейган назначил трёх членов Верховного суда, 83 судей в апелляционные суды и 290 судей в окружные суды.
Рейган также выдвинул кандидатуру Вога Уолкера в окружной суд центрального района Калифорнии, позднее оказалось, что он первый федеральный судья — открытый гей. Однако процесс выдвижения застопорился на уровне Сената, Уолкер был назначен преемником Рейгана — Джорджем Бушем-старшим.